# Dioxytétrafluorure de xénon
Le dioxytétrafluorure de xénon est le composé chimique de formule XeO2F4. Il se forme à partir d'hexafluorure de xénon XeF6 en présence d'oxygène, ce qui donne un mélange de deux oxyfluorures de xénon :
XeF6 + O2 → XeO2F4 + F2
XeF6 + O2 → XeOF4 + 2 F2
XeF6 catalyse la décomposition de XeO2F4 en XeOF4 et O2, mais cette réaction est ralentie par l'accumulation du XeOF4.